# Rumania en los Juegos Olímpicos de Lake Placid 1980
Rumanía estuvo representada en los Juegos Olímpicos de Lake Placid 1980 por un total de 35 deportistas que compitieron en 4 deportes.  
El portador de la bandera en la ceremonia de apertura fue el deportista de bobsleigh Gheorghe Lixandru. El equipo olímpico rumano no obtuvo ninguna medalla en estos Juegos.